# 남포관아문
남포관아문(藍浦官衙門)은 대한민국 충청남도 보령시 남포면 읍내리에 있는 건축물이다. 1976년 1월 8일 충청남도의 유형문화재 제65호로 지정되었다.

## 개요
조선시대 여지도서(輿地圖書)에 의하면 남포읍성의 관아 건물로서 객사(客舍), 동헌(東軒), 아사(衙舍), 향청(鄕廳), 작청(作廳), 현사(縣司) 등 많은 건물이 있었으나 현재 남아있는 것은 동헌, 내삼문 그리고 관아문 진서루이다.
현감 집무실인 동헌은 정면 7칸 측면 3칸의 팔작지붕의 건물이며, 남포현 관아의 정문으로 사용되었던 관아문은 정면 3칸 측면 2칸의 2층 문루 건물로 아래는 출입구, 위는 누마루를 설치하고, 팔작지붕이며, 조선왕조의 중앙 집권을 상징하기 위해 당시 전국에 똑같이 만들어진 관아문 양식을 충실히 따르고 있으며 진서루(鎭西樓)라는 현판이 걸려있다.
내삼문은 정면 7칸 측면 1칸인데, 중앙은 솟을대문 1칸이 있어 출입구 역할을 하였고, 건물의 정면에는 옥산아문(玉山衙門)이라는 현판이 걸려 있다.

## 참고 자료
- 남포관아문 - 국가유산청 국가유산포털